# Vĩnh Châu (nhà Thanh)
Vĩnh Châu (chữ Hán: 永珠; 31 tháng 7 năm 1759 - 12 tháng 9 năm 1837), Ái Tân Giác La, là một Tông thất của nhà Thanh trong lịch sử Trung Quốc.

## Cuộc đời
Vĩnh Châu sinh vào giờ Dần, ngày 8 tháng 6 (âm lịch) năm Càn Long thứ 24 (1759), trong gia tộc Ái Tân Giác La. Ông là con trai trưởng của Hàm Mật Quận vương Hoằng Sướng, mẹ ông là Trắc Phúc tấn Hoàn Nhan thị (完顏氏).
Năm Càn Long thứ 40 (1775), tháng 4, ông nhậm chức Đầu đẳng Thị vệ.
Năm thứ 49 (1784), tháng 11, ông được phong tước Tam đẳng Trấn quốc Tướng quân (三等鎭國將軍).
Năm thứ 60 (1795), tháng 4, phụ thân ông qua đời, ông được tập tước Hàm Thân vương (諴親王) đời thứ 3, nhưng Hàm vương phủ không phải thừa kế võng thế, nên ông chỉ được phong làm Bối lặc (貝勒).
Năm Gia Khánh thứ 4 (1799), tháng giêng, ông nhận mệnh trông coi Thanh Tây lăng.
Năm thứ 8 (1803), tháng 2, ông được vào Càn Thanh môn hành tẩu.
Năm thứ 9 (1804), tháng 11, nhậm Tông Nhân phủ Tả tông nhân (宗人府左宗人).
Năm thứ 10 (1805), tháng 5, ông bị bệnh nên miễn không cần hành tẩu ở Càn Thanh môn.
Năm thứ 22 (1817), tháng 11, ông bị cách chức Tông Nhân phủ Tả tông nhân.
Năm thứ 24 (1819), tháng 5, lại nhậm Tông Nhân phủ Tả tông nhân, quản lý sự vụ của Chính Hồng kỳ Giác La học (正紅旗覺羅學).
Năm Đạo Quang nguyên niên (1821), tháng 4, ông bị miễn tất cả các chức vụ.
Năm thứ 16 (1836), tháng 12, ông vì ẩu đả mà lỡ tay hại chết Trắc thất Ngô thị, nên ông bị triều đình cách bỏ hết tất cả tước vị. Tước vị sẽ do Miên Huân - con trai thứ hai của Nhàn tản Tông thất Vĩnh Tùng (永松) - con trai thứ năm của Phụng ân Tướng quân Hoằng Ngộ (弘旿) - em trai thứ hai của Hoằng Sướng tập tước.
Năm thứ 17 (1837), ngày 13 tháng 8 (âm lịch), ông qua đời, thọ 79 tuổi.

## Gia quyến

### Thê thiếp

#### Đích Phu nhân
- Lý Giai thị (李佳氏), con gái của Tổng đốc Lý Hầu Nghiêu (李侍堯).

#### Trắc thất
- Phạm thị (范氏), con gái của Phạm Liên Như (范連茹).
- Ngô thị (吳氏), con gái của Ngô Hanh Tông (吳亨宗).

#### Thứ thiếp
- Cung thị (龔氏), con gái của Cung Trọng Ni (龔仲尼).
- Nhậm thị (任氏), con gái của Nhậm Duy (任維).

### Hậu duệ

#### Con trai
1. Trưởng tử (1783 - 1784), mẹ là Đích Phu nhân Lý Giai thị.Chết yểu.
2. Miên Hậu (綿厚; 1803 - 1814), mẹ là Trắc thất Phạm thị. Chết yểu.
3. Miên Khoan (綿寬; 1814 - 1877), mẹ là Thứ thiếp Cung thị. Được phong làm Đầu đẳng Thị vệ (頭等侍衛), hàm Phó Đô thống (副都統). Có một con thừa tự.
4. Miên Thiện (綿善; 1835 - 1882), mẹ là Thứ thiếp Nhậm thị. Được cho làm con thừa tự của Vĩnh Tường (永祥) - em trai thứ hai của Vĩnh Châu. Làm tới chức Hồng Lô Tự khanh (鴻臚寺卿). Có hai con trai.